# Districte de Le Lac

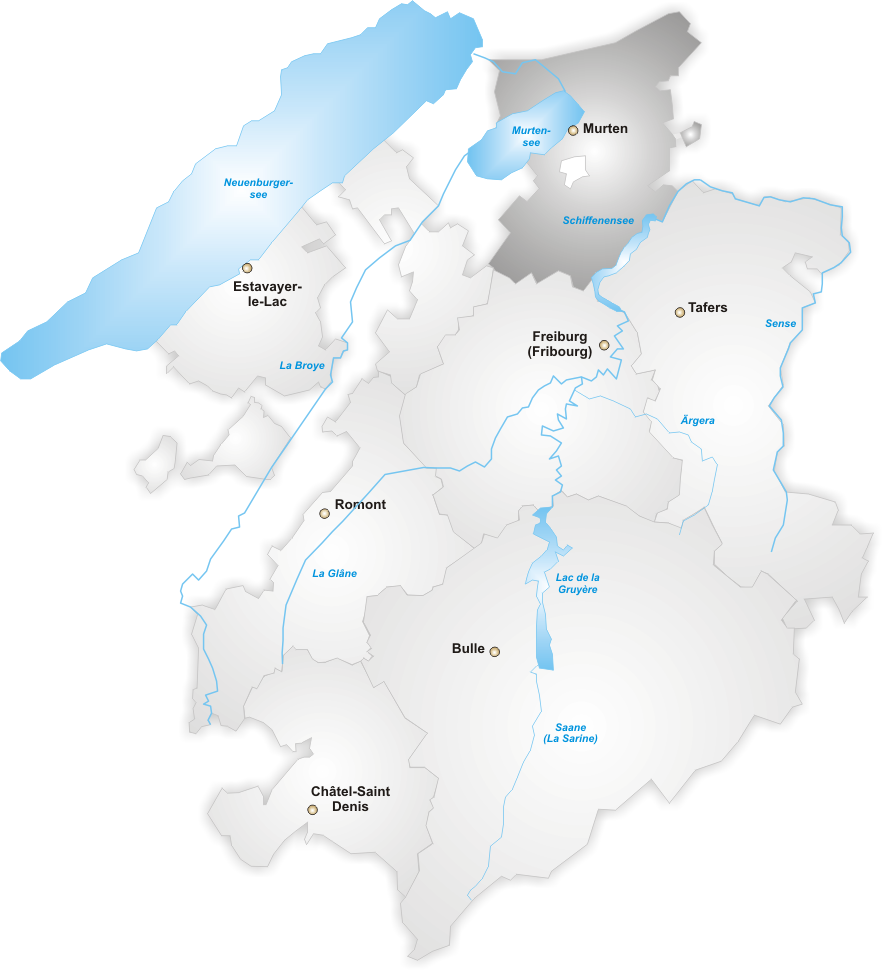
Districte de Le Lac

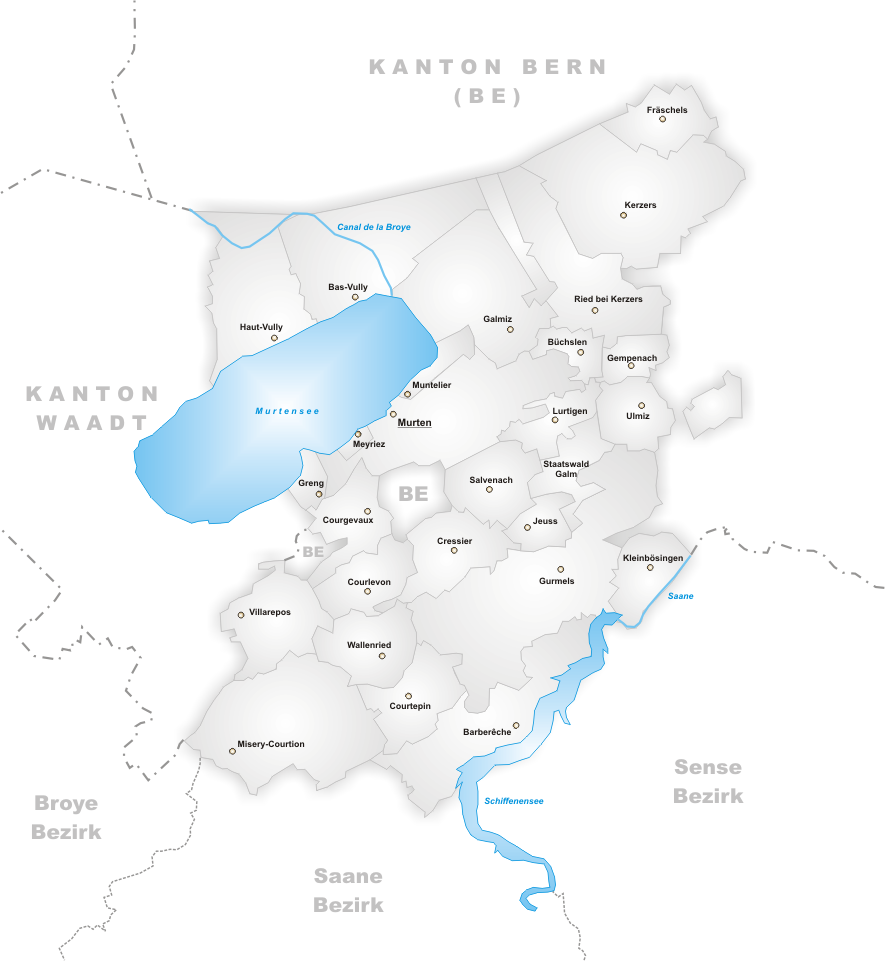
Municipis del districte de Le Lac

El Districte de Le Lac (en alemany Seebezirk) és un dels set districtes del Cantó de Friburg a Suïssa. Té 30404 habitants (cens de 2005) i una superfície de 142,10 km². Està format per 26 municipis i el cap del districte és Morat. Es tracta de l'únic districte bilingüe del cantó.

## Municipis
| Nom                   | Habitants (2005) | Superfície en ha |
| --------------------- | ---------------- | ---------------- |
| Barberêche            | 538              | 913              |
| Bas-Vully             | 1 861            | 995              |
| Buchillon (Büchslen)  | 157              | 161              |
| Champagny (Gempenach) | 297              | 166              |
| Chiètres (Kerzers)    | 4 300            | 1223             |
| Cormondes (Gurmels)   | 3 605            | 1411             |
| Courgevaux            | 1 080            | 339              |
| Courlevon             | 271              | 327              |
| Courtepin             | 3 000 (08-2008)  | 408              |
| Cressier              | 782              | 416              |
| Fräschels             | 487              | 314              |
| Galmiz                | 593              | 892              |
| Greng                 | 165              | 101              |
| Haut-Vully            | 1 224            | 747              |
| Jeuss                 | 447              | 177              |
| Kleinbösingen         | 567              | 301              |
| Lourtens (Lurtigen)   | 178              | 230              |
| Meyriez               | 597              | 32               |
| Misery-Courtion       | 1 286            | 1142             |
| Montilier (Muntelier) | 831              | 113              |
| Morat (Murten)        | 5 650            | 1202             |
| Ormey (Ulmiz)         | 408              | 286              |
| Ried bei Kerzers      | 863              | 757              |
| Salvagny (Salvenach)  | 464              | 385              |
| Villarepos            | 513              | 474              |
| Wallenried            | 409              | 388              |